# Rostislav Zakharov
Pour les articles homonymes, voir Zakharov.
Rostislav Vladimirovitch Zakharov (en russe : Ростислав Владимироич Захаров), né à Astrakhan le 7 septembre 1907 et décédé le 15 janvier 1984 à Moscou, est un danseur, maître de ballet et chorégraphe soviétique d'origine russe.
Il était Artiste du peuple de l'URSS (1969). Sa renommée est notamment due à ses chorégraphies de La Fontaine de Bakhtchisaraï (1934) et Cendrillon (1945).

## Biographie
Rostislav Zakharov étudia la comédie et la danse à Leningrad, à l'Institut chorégraphique d'État de Léningrad, devenue depuis l'Académie Vaganova. Entre 1926 et 1929, il était soliste et chorégraphe à l'opéra de Kiev et à l'opéra de Kharkov, tout en continuant de suivre des cours de théâtre au Technicum des Arts scéniques à Leningrad, dont il obtint le diplôme en 1932. De 1930 à 1936, il travailla au théâtre Kirov (aujourd'hui le Mariinsky) en tant que chorégraphe. Il y créa en 1934 La Fontaine de Bakhtchisaraï, d'après un poème de Pouchkine sur une musique de Boris Assafiev. Ensuite, jusqu'en 1956, il fut le chorégraphe principal du théâtre Bolchoï à Moscou. Il travailla sur la version définitive, qu'il avait déjà élaborée auparavant à Léningrad, du ballet de Cendrillon de Prokofiev, dont il tourna un film en 1960.

## Œuvres principales
- La Fontaine de Bakhtchisaraï, d'après Pouchkine, 1934 (musique de Boris Assafiev)
- Les Illusions perdues, d'après Balzac, 1935, musique d'Assafiev)
- Le Prisonnier du Caucase, 1938 (musique d'Assafiev)
- Cendrillon, d'après Charles Perrault, 1945 (musique de Prokofiev)
- La Demoiselle paysanne, d'après Pouchkine, 1946 (musique d'Assafiev)
- Le Cavalier d'airain, d'après Pouchkine, 1949 (musique de Reinhold Glière)
- La Pantoufle de cristal (ru) une adaptation de Cendrillon en spectacle de ballet filmé co-réalisé avec Alexandre Rou en 1960

## Récompenses
- prix Staline1er classe  : 1943, pour la mise en scène de Guillaume Tell de Gioachino Rossini
- prix Staline1er classe  : 1946, pour la mise en scène de Cendrillon de Sergueï Prokofiev